# Chiesa di San Rocco (Recco)
La chiesa di San Rocco è un luogo di culto cattolico situato nel quartiere di Verzemma, in via Sommavilla, nel comune di Recco nella città metropolitana di Genova. La chiesa è sede della parrocchia omonima del vicariato di Recco-Uscio-Camogli dell'arcidiocesi di Genova.

## Storia

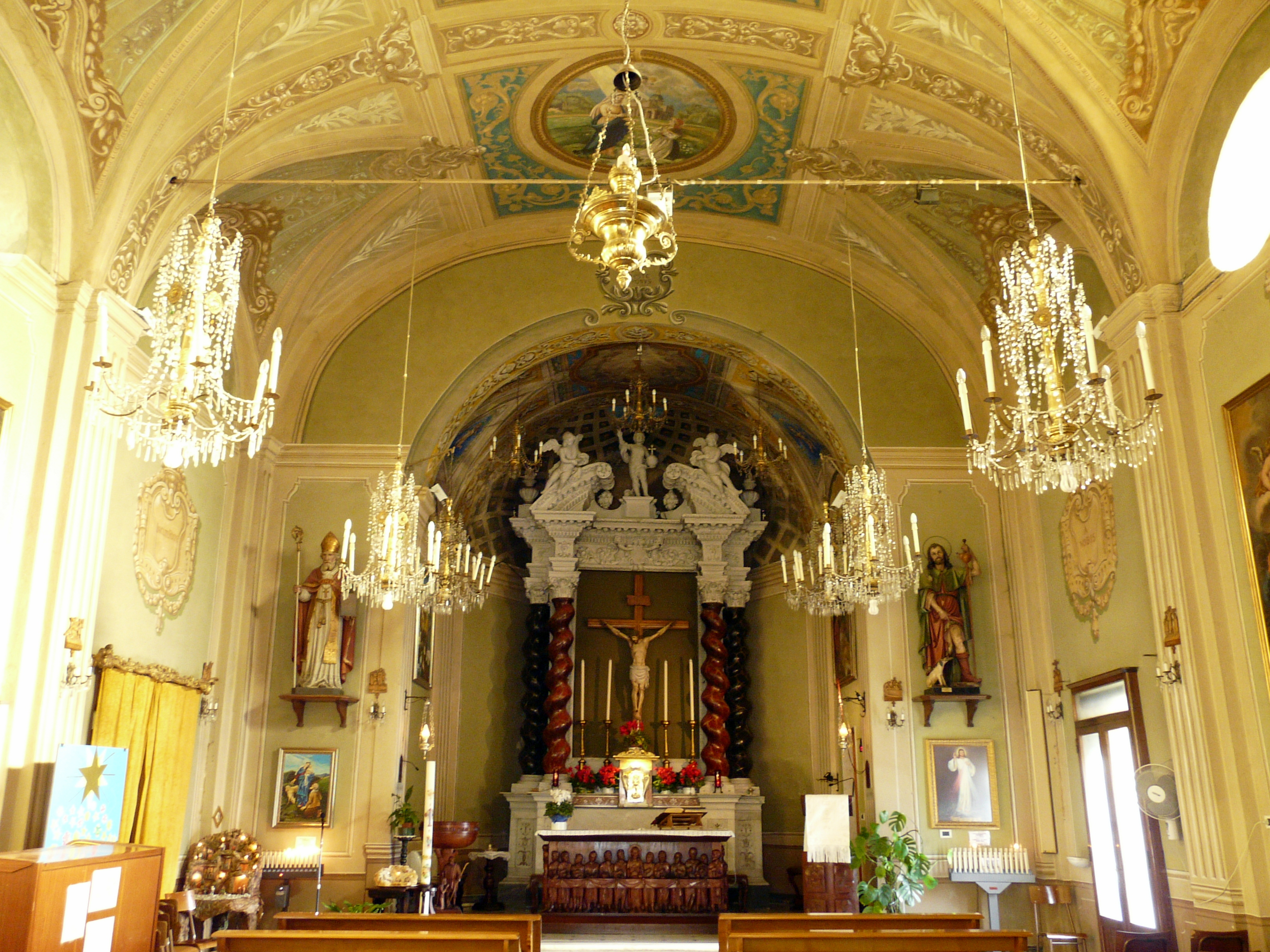
Interno

Secondo alcune fonti, non documentabili storicamente, si ritiene che originariamente sul luogo dell'attuale chiesa vi fosse già presente una cappella dedicata a san Terenziano. Fu la violenta epidemia della peste che tra il XV e il XVI secolo mutò nell'odierna intitolazione verso san Rocco, santo patrono dei pellegrini e invocato dai credenti contro le pestilenze.
Nel corso del XIX secolo fu iniziato un accurato restauro quali la tinteggiatura della volta della chiesa e l'edificazione del campanile. Nel 1936 fu elevata al titolo di vicariato autonomo e dal 15 agosto 1946 la nomina parrocchiale.

## Descrizione

### Arte e architettura
La facciata della chiesa è bipartita da un cornicione decorato con un bassorilievo in stucco raffigurante una serie di festoni. La parte inferiore è caratterizzata da quattro lesene composite lisce che la suddividono in tre sezioni verticali. In quella centrale si aprono in basso il portale e in alto una finestra a lunetta; in ciascuna delle due laterali, invece, in basso c'è una porta, sormontata da una nicchia semicircolare. La parte superiore della facciata è costituita dal coronamento piano, più alto al centro. Alla sinistra della facciata vi è il piccolo campanile a torre, che sulla facciata anteriore presenta un bassorilievo e il quadrante dell'orologio.

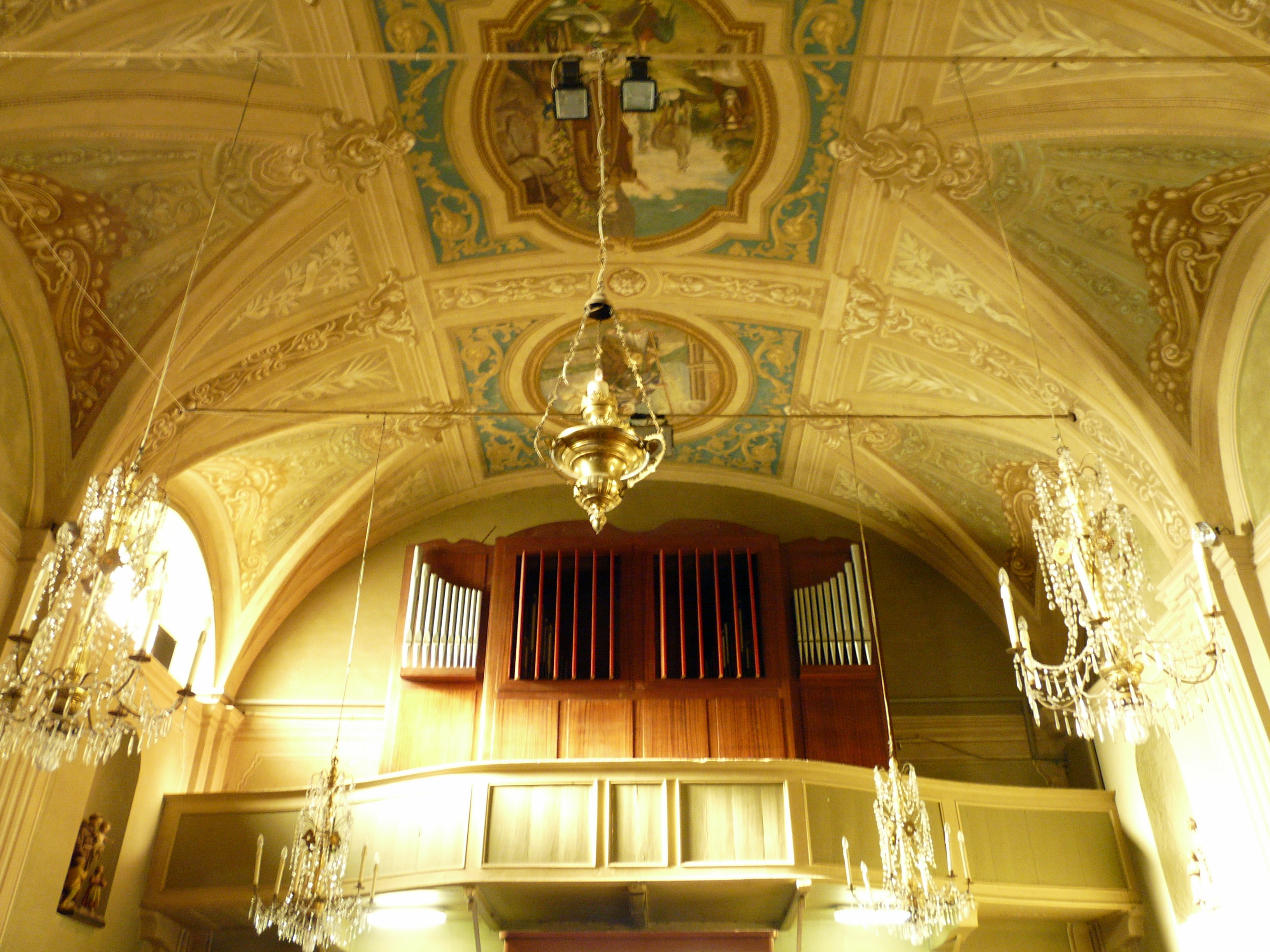
L'organo

L'interno della chiesa è costituito da un'unica navata rettangolare coperta con volta a botte lunettata ribassata, quest'ultima affrescata con motivi monocromi e con Santi. Lungo la parete sinistra della navata, vi è un quadro raffigurante la Madonna in trono col Bambino tra Santi, mentre su quello della parete destra raffigura i Santi Giacomo e Filippo. La navata termina con l'abside, anch'essa con volta a affrescata, all'interno della quale si trova il pregevole altare barocco in marmo, all'interno della cui ancona vi è un crocifisso ligneo scolpito.

### Organo a canne
Sulla cantoria in controfacciata, si trova l'organo a canne, costruito nel 1970 dalla ditta organaria Inzoli-Bonizzi.
Lo strumento, a trasmissione elettrica con sistema multiplo, è interamente racchiuso in cassa espressiva. La consolle, collocata a pavimento nella navata, ha due tastiere di 61 note ciascuna e pedaliera concavo-radiale di 32 note.

### Mostra dei presepi
Nei locali attigui alla chiesa parrocchiale, è stata allestita la mostra permanente di presepi in miniatura. La mostra contiene oltre 2400 esemplari di presepi e natività provenienti da tutte le parti del mondo.

### Festività
Le principali festività legate alla comunità parrocchiali si svolgono il 16 agosto per la ricorrenza di san Rocco in cui si svolgono le sparate dei quattro quartieri di Collodari, Corticella, Fiume e Verzemma; il 1 settembre per san Terenziano  in cui si svolge la benedizione dell'olio.